# Autonomia di Kokand
L'Autonomia di Kokand (in russo Кокандская автономия?; in arabo خوقند خودمختاری‎?) fu uno Stato uscito dalla rivoluzione d'ottobre che avrebbe dovuto costituire nelle intenzioni dei suoi fondatori il Governatorato Provvisorio del Turkestan Autonomo. Esso era situato nella provincia di Fergana dell'Impero russo, dove fino al 1876 sorgeva il Khanato di Kokand, e fino al Lago Balkhash. Il suo fondatore fu Mustafa Shokay, capo dei pan-turchisti del Jadid. Essa sorse in concomitanza con la rivolta dei Basmachi ed in concomitanza con la formazione di molte altre entità statali dalle ceneri dell'Impero russo. Di queste, fu molto legato all'Autonomia di Alash. Notevole sostegno ricevette pure dagli autonomisti di Kashgar e dall'Emirato di Bukhara.
L'autonomia del Turkestan fu spezzata dal fatto che i russi ivi residenti guidati da Mikhail Frunze formarono uno Stato bolscevico a valle del fiume Syr Darya, con capitale Tashkent, la RSS Turkestan. Questo era uno Stato molto bellicoso, e difatti nel febbraio del 1918 invase l'Autonomia conquistandone la capitale Kokand il 18 febbraio in un bagno di sangue (14.000 vittime). Il territorio entrò quindi a far parte della RSS Turkestan, fino a quando, nel 1924 fu suddiviso in altre RSS.
Anche dopo il massacro molti combattenti musulmani continuarono la lotta sotto forma di guerriglia fino al 1923, quando si rifugiarono sui monti del Pamir ove resistettero fino al 1931, dopodiché espatriarono in Afghanistan.